# Roberto Caruso
Roberto Caruso (Sannicandro di Bari, Pulla, 23 de maio de 1967) foi um ciclista italiano, que foi profissional entre 1991 e 1998. De seu palmarés destacam as duas vitórias às Tre Valli Varesine. Quando era amador ganhou a medalha de prata no Campeonato do Mundo em estrada

## Palmarés
- 1990
  -     - 1.º no Giro do Cigno
    - 1.º no Troféu Adolfo Leoni

  - Vencedor de uma etapa ao Giro das Regiões
- 1993
  -     - 1.º no Grande Prêmio de Lugano

  - Vencedor de uma etapa à Volta ao Táchira
- 1995
  -     - 1.º nas Tre Valli Varesine
- 1997
  -     - 1.º nas Tre Valli Varesine

### Resultados ao Giro de Itália
- 1993. 98.º da classificação geral
- 1996. 66.º da classificação geral
- 1997. 76.º da classificação geral

### Resultados ao Tour de France
- 1998. Abandona (10.ª etapa)